# Windisch
Windisch es una comuna suiza del cantón de Argovia, situada en el distrito de Brugg. Limita al noroeste y norte con la comuna de Brugg, al este con Gebenstorf y Birmenstorf, al sur con Mülligen, y al suroeste con Hausen.
La comuna alberga los restos del antiguo castrum romano de Vindonissa. La comuna también posee unas vidrieras del año 1325, pertenecientes a la iglesia del antiguo monasterio de Königsfelden. 

## Enlaces externos

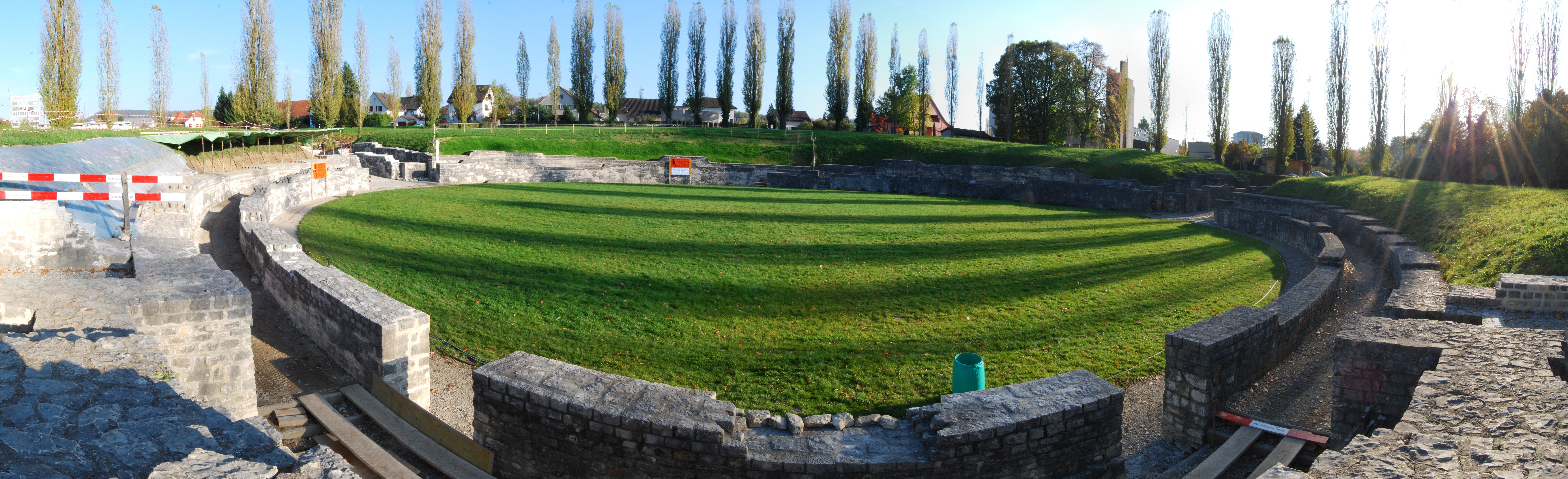
Anfiteatro romano de Windisch.